# Darth
U izmišljenoj galaksiji u kojoj se odvija radnja Ratova Zvijezda, Darth je tradicionalna titula lorda Sitha, prvi dio imena koje od tad nadalje dobiju. Izraz se prvi put pojavio u originalnom scenariju za "Star Wars Episode IV: A New Hope" film. U filmu, "Darth Vader" se pojavio kao Imperijalni časnik koji je preimenovan (Grand Moff Tarkin) u konačnici filma, a Darth Vader je postalo ime crno oklopljenog zločinca.

## Povijest filma
Prije puštanja filma "Star Wars Episode I: The Phantom Menace" 1999., jedini lord Sitha koji je nosio nadimak "Darth" bio je Darth Vader. Kad su Darth Sidious i Darth Maul otkriveni u "Fantomskoj prijetnji", ime je postalo asocijativno sa svim Sithima i pojavilo se kroz sve ere fikcije Ratova Zvijezda[nedostaje izvor]. 1977., godine kad je pušten prvi Star Wars film, "Star Wars Episode IV: A New Hope" ime je sugeriralo da je ime posebno napravljeno i da ga ima jedino Darth Vader.

## Darth u drugim zemljama
U nekim slučajevima riječ "Darth" se mijenjala zbog obilja razloga. U Italiji, na primjer, Darth Vaderovo ime je promijenjeno u "Dart Fener", vjerojatno zbog sinkronizacije.[nedostaje izvor] Ovo je jedini slučaj u kojem riječ Darth gubi "h"; drugi Sith lordovi zadržali su Darth i nemaju promijenjeno ime (npr. Darth Sidious, Darth Traya). Claudio Sorrentino je zatražio online anketu za odlučivanje zadržavanja imena Dart Fener tijekom produkcije nove trilogije; 55.6 % glasača glasalo je za "da"... U Francuskoj je riječ Darth promijenjena u "Dark" i to vrijedi za sve lorde Sitha (Darth Maul je poznat kao Dark Maul i tako dalje). U svakoj državi riječ "Darth" ostaje nepromijenjena, ili prevedena kao na kineskom ili japanskom.